# Джордж (Айова)
Джордж (англ. George) — город в США, в северо-западной части штата Айова, вблизи границы с Миннесотой. Расположен на реке Литл-Рок.
По данным переписи 2000 года численность населения составляет 1 051 человек. Площадь города – 6,2 км².